# Į̂
Į̂ (minuscule : į̂), appelé I accent circonflexe ogonek, est une lettre latine utilisée dans l’écriture du han, du kaska et du tagish. Il s’agit de la lettre I diacritée d’un accent circonflexe et d’un ogonek.

## Représentations informatiques
Le I accent circonflexe ogonek peut être représenté avec les caractères Unicode suivants : 
- composé et normalisé NFC (latin étendu A, diacritiques)[1],[2] :

| formes    | représentations | chaînes de caractères | points de code | descriptions                                                    |
| --------- | --------------- | --------------------- | -------------- | --------------------------------------------------------------- |
| capitale  | Į̂               | Į◌̂                    | U+012E U+0302  | lettre majuscule latine i ogonek diacritique accent circonflexe |
| minuscule | į̂               | į◌̂                    | U+012F U+0302  | lettre minuscule latine i ogonek diacritique accent circonflexe |

- décomposé et normalisé NFD (latin de base, diacritiques) :

| formes    | représentations | chaînes de caractères | points de code       | descriptions                                                                |
| --------- | --------------- | --------------------- | -------------------- | --------------------------------------------------------------------------- |
| capitale  | Į̂               | I◌̨◌̂                   | U+0049 U+0328 U+0302 | lettre majuscule latine i diacritique ogonek diacritique accent circonflexe |
| minuscule | į̂               | i◌̨◌̂                   | U+0069 U+0328 U+0302 | lettre minuscule latine i diacritique ogonek diacritique accent circonflexe |